# 安城アンナ
安城 アンナ（あんじょう アンナ、1991年11月1日 - ）は、日本の元AV女優。サンプロに所属していた。東京都出身。現在はSNSも消去してるため引退している。

## 略歴
小学校から高校まではバスケットボールをしていた。モデル系・現役大学生AV女優として活動。
2011年12月、アイデアポケットよりAVデビュー、この作品は2011年12月のアイデアポケット作品ランキングで1位となっている。
2012年4月より、恵比寿マスカッツの8期生として、テレビ東京系の『おねだりマスカットSP!』に出演。

## 人物
趣味は料理、マラソン・ショッピング。トレードマークは、腰の位置まであるストレートロングヘアーだったが、現在はショートカットに変更している。ロシア系のクォーターである。

## 出演作品

### アダルトビデオ

#### アイデアポケット
2011年
- FIRST IMPRESSION54（12月1日）

2012年
- SEMEN VAMPIRE（1月1日）
- 見つめ合って感じ合う情熱SEX（2月1日）
- 安城アンナの濃厚な接吻とSEX（3月1日）
- DIGITAL CHANNEL DC91（4月1日）
- 僕とアンナの甘〜い性活（5月1日）
- 女子大生痴漢電車（6月1日）
- カテキョ 女子大生家庭教師の猥褻レッスン（7月1日）
- 大潮噴き 鬼イカセ地獄（8月19日）
- 安城アンナ×カンパニー松尾（9月19日）
- 快感おもらし潮噴きメイド（10月19日）
- いきなりSEX えっ?今ここでですか?（11月19日）
- 性接待 凌辱倶楽部（12月19日）

2013年
- 巨根と性交 デカチンSEX潮喷き三昧（1月19日）
- 大乱交（2月19日）
- アンナと遥希（3月19日）共演：さとう遥希
- ANAN アンアンアアンアン♪エロビ探しは♪ 8時間BOX（4月1日）総集編
- IP美女 PREMIUM BOX アンナことイイな、できたらイイな、な8時間（9月1日）総集編、BD版あり

#### プレステージ
2013年
- 働くオンナ2 VOL.40（4月11日）
- 僕を誘惑する隣の綺麗なお姉さん（5月10日）
- 安城アンナがご奉仕しちゃう 超最新やみつきエステ（6月11日）
- 新・絶対的美少女、お貸しします。ACT.03（7月2日）
- NEW WATER POLE（8月9日）

#### キカタン
2015年
- 愚かな兄弟に犯された姉（2月6日、グレイズ）
- 魅力的過ぎるスレンダー美脚のお姉さんは清純さの中に抑えきれない欲望をあわせ持つ（2月19日、GARCON）
- AV活動を再開した安城アンナの素のエロを剥き出しにする 横浜×一泊二日×密着ドキュメンタリー（3月5日、グローリークエスト）
- 失禁おもらし女教師（5月7日、プレミアム）

### イメージビデオ
- 妄想X-S級女優の旬感エクスタシー 28（2012年3月25日、ARK）

### お笑い
- 24時間かすみレディオDVD-BOX 上巻(2013/01/16、ポニーキャニオン)・・・24時間かすみレディオ開幕戦、かすみのまんま前篇、深夜の淀川OG会収録
- 24時間かすみレディオ2013 DVD-BOX (2014、つくばテレビ)

### 雑誌
- メガベッピン 2012年5月号（表紙）

### テレビ
- おねだりマスカットSP!（第27回 2012年4月4日 - 2013年3月30日、テレビ東京）
- おとなの子守唄（2012年8月～9月、サンテレビ）※9月ゲスト
- 24時間かすみレディオ（2012年8月11日-2012年8月12日 、エンタ!371）※27時間生放送- 共演：かすみ果穂ほか
- 24時間かすみレディオの裏側（2012年9月、エンタ!371）
- 24時間かすみレディオ2013かすみ果穂のオールナイトニッポン公開収録(2013年9月29日、ニコニコ生放送) - 共演：桜木凛・小川あさ美・範田紗々
- マスカットナイト (2015年11月4日・11月11日、テレビ東京)

### コンサート
- ＜第三弾＞恵比寿マスカッツ全国CAMP FINAL『全国CAMPありがとう!夏ちょい前のファン大感謝祭!!』（2012年6月17日、Zepp Tokyo）

### グラビア
- ヌードWEBグラビア「GRAPHIS」(2012年11月4日、撮影：街田和由)[6]。
- デジグラ